# 마쓰다이라 민부
마쓰다이라 민부(일본어: 松平 民部, 1582년 (덴쇼 10년)~1616년 (겐나 2년))는 아즈치모모야마 시대부터 에도 시대 초기에 걸쳐 살은 무장이다. 도쿠가와 이에야스의 사생아로 여겨진다. 어머니는 호코인(오마쓰)이다. 나가미 민부(永見民部)라고도 한다.
아버지 이에야스는 민부가 액년(厄年)에 태어났기 때문에 기피하게 되었고, 둘째 형인 유키 히데야스의 양자가 되었다고 한다. 히데야스의 장남이자 조카 다다나오 밑에서 오사카의 진에도 참전했다. 그 후 35세에 병사한 것으로 알려졌다. 겐나 9년 (1623년) 8월, 히데야스의 차남 다다마사의 당시 영지 에치고국 다카다번에서 사망했다고도 전해진다.